# Onthophagus depressipennis
Onthophagus depressipennis är en skalbaggsart som beskrevs av Yves Cambefort 1975. Onthophagus depressipennis ingår i släktet Onthophagus och familjen bladhorningar. Inga underarter finns listade i Catalogue of Life.